# Лобко Василь Федотович
Василь Федотович Лобко (16.01.1914, с. Веприк, Миргородський район Полтавська область — 19.02.1995, м. Боярка, Фастівський район Київська область) — український поет, захисник української мови, шестидесятник, в'язень радянських таборів, герой України.

## Твори
Твори за які Лобка звинувачувала радянська партійно-бюрократична апаратура, і за що він був заарештований і запроторений в колонію:
- 1960—1964 рр. «Автобіографія».
- 1961 рік. «Першому секретареві ЦККПРС».
- 1962 рік. «З народу, для народу».
- 1962 рік. «До українського народу».
- 1963 рік. «У партійний комітет АНУРСР».
- 1963 рік. «Вельмишановний Микито Михеєвичу» (Шумило).
- 1963 рік. «Товариші!»
- 1963 рік. «Дорогий, вельмишановний Максиме Тадейовичу» (Рильський).
- 1963—1964 рр. «Відповіді на листи С. Тельнюка».
- 1963 рік. «Виступ на Всеукраїнській науковій конференції з питань культури української мови».[3]
- 1965 рік. «Проект програми та статуту Товариства українізації України».
- 1965 рік. «Відповідь ворогам українського народу».
- 1965 рік. «Добрий день, вельмишановний Петре Михайловичу» (Горбач).
- 1966 рік. «Іванові Дзюбі».
- 1967 рік. «Листування з Максимом Тадейовичем Рильським».
- 1967 рік. "У газету «Літературна Україна».
- 1968 рік. «Дискримінаційні дії в національному питанні».
- 1971 рік. «При українській літературі» (Про Смолича).
- 1971 рік. «Слимаки не можуть бути богами».
- 1973 рік. Книжка «Заспів моєму українському народові».
- 1963—1973 рр. Книжка «За життя, честь та гідність мого українського народу».
- 1973 рік. Роман «Син, народження 1945 року».

Твори видані після повернення з заслання:
- Лобко В. Ф. Народе  мій,  проснись,  вставай!..:  Поезії, публіцистичні  роздуми,  спогади. — Київ: Рад. письменник, 1991.— 77  с. ISBN 5-333-01071-4